# Grauntjärnen (Hackås socken, Jämtland)
Grauntjärnen är en sjö i Bergs kommun i Jämtland och ingår i Ljungans huvudavrinningsområde.